# 渡会ななせ
渡会 ななせ（わたらい ななせ、4月1日 - ）は日本の元女性声優。主にアダルトゲームに声をあてていた。2016年6月22日をもって引退した。

## 出演作品
太字は主役・メインキャラクター

### ゲーム

#### 2004年
- LOVE&DEAD（花王玲沙）

#### 2007年
- 姉はグラビアアイドル（MISA）[2]
- お嬢様の為に鐘は鳴る（亀梨るるみ）[3]
- 飛ぶ山羊はさかさまの木の夢を見るか（河野菜乃葉）[4]
- 女体採集 〜女の股に潜む蝶〜（草枕あかり）[5]
- フ○ラチオティーチャー（桃園ゆうか）
- 魔法少女ナユタ（大塚伊織）
- 魅惑の魔法陣 -姫様×姫様 淫欲冒険録-（カンタロー）[6]
- 魅惑の魔法陣 -若奥様とエッチな召喚魔法-（アリシア・ロンド）[7]

#### 2008年
- 催淫術師 〜恥辱まみれの絶頂〜（若木水江）
- 凌辱の杜〜母娘監禁キャンプ〜（三の宮碧）
- ぶる×かる 〜先生! カクゴしてね〜
- ロリっ娘くのいち 淫ら忍法帳（李）
- LOVE&DEAD（花王玲沙）

#### 2009年
- echo.
- Hしたい娘を見つけた時のXX (チョメチョメ) 裁判 〜俺の性欲 (おもい)、君の子宮 (こころ) に届け〜（東條翼）
- お待たせ! 淫すたんと 〜あなたは誰を召しあがる?〜（つき）
- 正しい子作りを知らぬ未来人の輪舞（文月葉子）
- 絶対絶倫コンテスト 〜世界にひとつだけのマラ♪〜（九条楓）
- ラッキー☆バード -エッチな幸運…これってホントにラッキーか!?-（烏丸朱莉）

#### 2010年
- あの娘の処女は俺のもの -錬金術であの娘の子宮に精液注入♪-（アヤノ・スメラギ）
- 全自動強制中出しルームへようこそ! -相良家三姉妹の楽しいセックスライフ-（相良美希）

#### 2011年
- サマー☆きゃんぷ（松島亜美）
- まにょっこ☆みのりん 〜僕 (♂) が魔法少女!?〜（桜井稔/ウィッチ・ザ・スカイ）[8]

#### 2012年
- パパラブ2軒目 〜私たちみ〜んな、お父さん大好き!〜（時田 七星）[9]

#### 2013年
- まにょっこ☆まこりん 〜僕も魔法少女!?〜（桜井 稔）[10]
- GIEEVAL 〜畜民新世界〜（アリア・ヴァルキナ）[11]
- サマー☆すいむっ!（松島亜美）[12]
- やらせてっ! てぃーちゃー TreasureStory（相模真子）

#### 2014年
- ママー★きゃんぷ（相葉 理香）
- エロ温泉〜新人女将の間違いだらけのおもてなし〜（夏目彩香）
- こすぷれえっち〜レイヤー香奈の憂鬱〜（横溝香奈）
- ママー★きゃんぷぷらす（相場理香）

### インターネットラジオ
- パンケーキが食べたくなったらペンギン（長瀬ゆずはとのユニット「ピニャコラーダ」ネットラジオ、2013年6月14日 - 2016年）